# Niccolò Tartaglia
Niccolò Fontana Tartaglia (n. circa 1499, Brescia - d. 13 decembrie 1557, Veneția) a fost un matematician, inginer și contabil italian.

## Contribuții

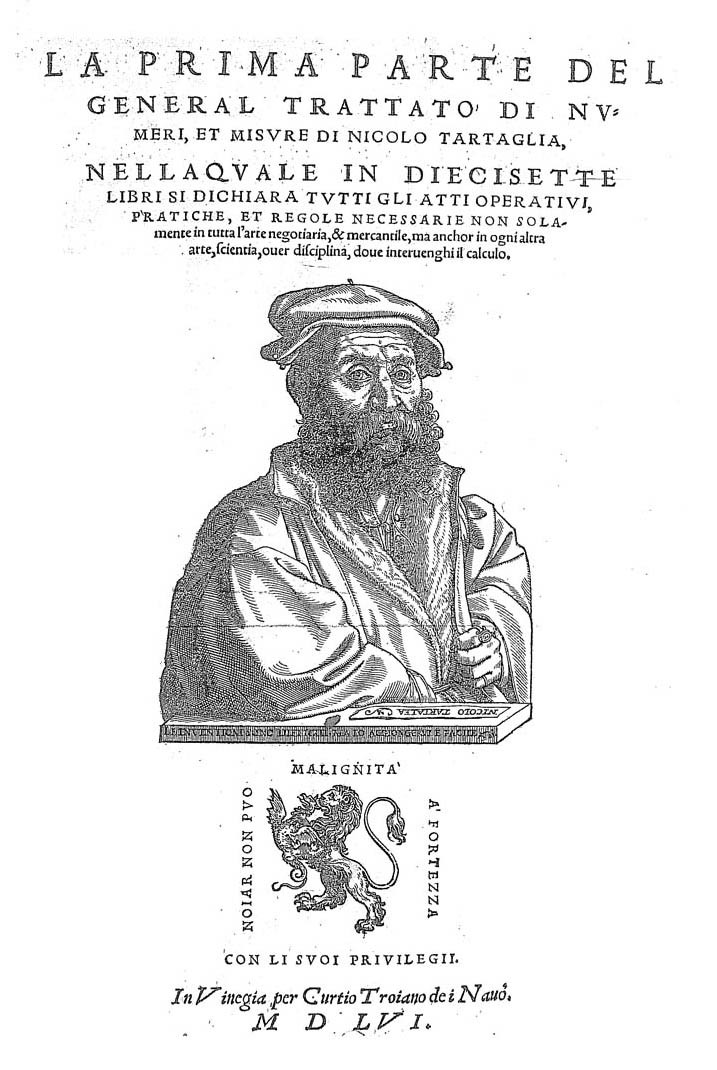
General trattato de' numeri et misure, 1556

### Balistică
A fost primul care a studiat științific traiectoria proiectilului, rezultatele sale fiind confirmate de cercetările lui Galileo Galilei privin căderea liberă.

### Traducător
A realizat, în 1543, prima traducere într-o limbă europeană modernă a Elementelor lui Euclid.

### Probleme rezolvate
Alte contribuții în domeniul matematicii: rezolvarea ecuațiilor cubice, calculul volumului tetraedrului, obținerea coeficienților binomiali cu ajutorul triunghiului lui Pascal.